# إيفان ليندريتش
إيفان ليندريتش (بالكرواتية: Ivan Lendrić)‏ (ولد في 8 آب / أغسطس 1991) هو لاعب كرة قدم كرواتي يلعب في مركز الهجوم مع نادي لانس.

## وصلات خارجية
- إيفان ليندريتش على موقع الاتحاد الدولي (مؤرشف)  (الإنجليزية)
- إيفان ليندريتش على موقع اتحاد كرواتيا (الكرواتية)
- إيفان ليندريتش على موقع قاعدة بيانات كرة القدم.إي يو (الإنجليزية)
- إيفان ليندريتش على موقع Soccerway.com (الإنجليزية)
- إيفان ليندريتش على موقع عالم كرة القدم.نت (الإنجليزية)
- الشخصية في l'équipe